# Fritz Julius Kuhn
Fritz Julius Kuhn (Monaco di Baviera, 15 maggio 1896 – Monaco di Baviera, 14 dicembre 1951) è stato un politico tedesco naturalizzato statunitense.
È stato leader del German-American Bund.

## Biografia
Veterano della Grande Guerra ed emigrato negli Stati Uniti d'America nel 1928, ha lavorato per Ford, prima di entrare in politica all'interno dell'organizzazione filo-nazista Friends of New Germany.
Nel 1939 viene condannato a due anni e mezzo di prigione per evasione fiscale. In seguito viene privato della cittadinanza statunitense e deportato in Germania, dove muore nel 1951.